# Service maritime roumain
Le Service maritime roumain (en roumain : Serviciul maritim Român) fut une compagnie de navigation de l’État roumain fondée en 1895 et dont le siège était à Bucarest. Il disposait d'une vingtaine de navires, dont douze paquebots (les plus connus étant les NMS Împaratul Traian, Dacia, Carol I, România, Polonia, Transilvania, Basarabia, Alba-Iulia et Suceava) qui assuraient des liaisons maritimes en mer Noire et Méditerranée, notamment entre Constanza, Istanbul, Smyrne, Le Pirée, Alexandrie, Haïfa, Beyrouth et retour.

## Histoire
La flotte entière du SMR fut perdue durant la Première Guerre mondiale : une partie a été surprise dans les eaux roumaines par l'offensive d'August von Mackensen et fut confisquée par la marine allemande pendant l'occupation de la Roumanie par les Empires centraux, tandis que l'autre partie s'était réfugiée dans les ports russes de la mer Noire et fut confisquée par la marine russe lorsque la Roumanie se rendit aux Empires centraux. À la fin de la guerre, le SMR récupéra la moitié de ses navires, en fort mauvais état, et, pour compenser en partie ses pertes, acheta à bas prix à la Hapag-Lloyd quatre navires à restaurer de la classe Emil Kirdorf : l’Emil Kirdorf devenu Ardeal, le Carl Legien devenu Alba Iulia, l’Albert Vögler devenu Suceava et l’Adolf von Baeyer devenu Peleș, ils furent rénovés aux chantiers navals de Galați. Malgré la rénovation, les marins roumains disaient de ces bâtiments qu'ils étaient « si rouillés, que seule la peinture sépare la cale de l'eau ».
Les navires du Service maritime roumain sont évoqués dans les écrits de Panaït Istrati, qui fut soutier à leur bord avant d'être passager, et des sauvetages furent rendus possibles par l'action d'un groupe d'humanistes œuvrant au sein de sa direction :
- en 1923⁣ le transport d'Arméniens et de Grecs pontiques de Trébizonde survivants des génocides arménien et grec, chassés du Pont selon le traité de Lausanne ;
- en 1939 le transport de Constanza vers l'Égypte britannique des restes de l'armée polonaise, pris en étau dans le « réduit roumain » lors de l'invasion de la Pologne par le Troisième Reich et l’URSS, tandis que le gouvernement polonais en exil et trésor de la banque nationale voyageaient de Constanza à Alexandrie à bord du navire britannique HMS Eocene du Cdt. Robert E. Brett[3], rejoignant ainsi ce qui deviendra plus tard l'Armée polonaise de l'Ouest, combattant aux côtés des Français et des Britanniques[4] ;
- de 1940 à 1942 le transport de Constanza à Istanbul puis de 1944 à 1947 le transport de Constanza à Haïfa de juifs fuyant les persécutions ou rejoignant la Palestine[5].

En octobre 1944, l'URSS confisqua au Service maritime roumain les navires qui lui restaient. En 1948⁣ le SMR fut dissous et remplacé par la Sovromtransport, régie mixte soviéto-roumaine à laquelle l'URSS restitua en 1951 le paquebot Transilvania. La plupart de ses dirigeants s'exilèrent, tels N. G. "Dan" Malioglu qui se réfugia en Grèce, et quelques-uns furent arrêtés à cause de leur appartenance à l’Étoile du Danube jugée « organisation cosmopolite bourgeoise », pour finir leurs jours en prison, tels Iancou Grigorescu. De 1946 à 1951, le Transilvania convoya environ 70 000 Juifs roumains à Haïfa puis fut rénové et navigua jusqu'en 1979 lorsqu'il s'échoua et fut ferraillé. Son sister-ship (navire jumeau) le Basarabia, également confisqué en 1945, resta soviétique et, rebaptisé  „Украина”/Ukraine, servit de cadre à une partie de l'action du film Le Bras de diamant („Бриллиантовая рука”) de Leonid Gaïdaï, tourné en 1968 ; il a été déclassé en 1987 et vendu au Pakistan comme ferraille.

## Trajets et navires

Pavillon de la compagnie
Pavillon postal de la compagnie
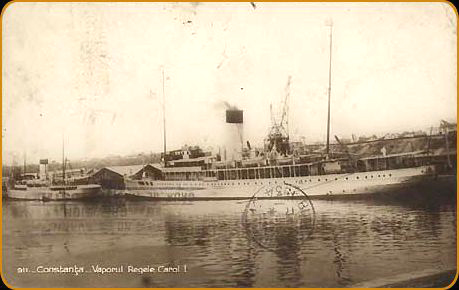
Le vapeur Carol I construit en 1898 à Glasgow
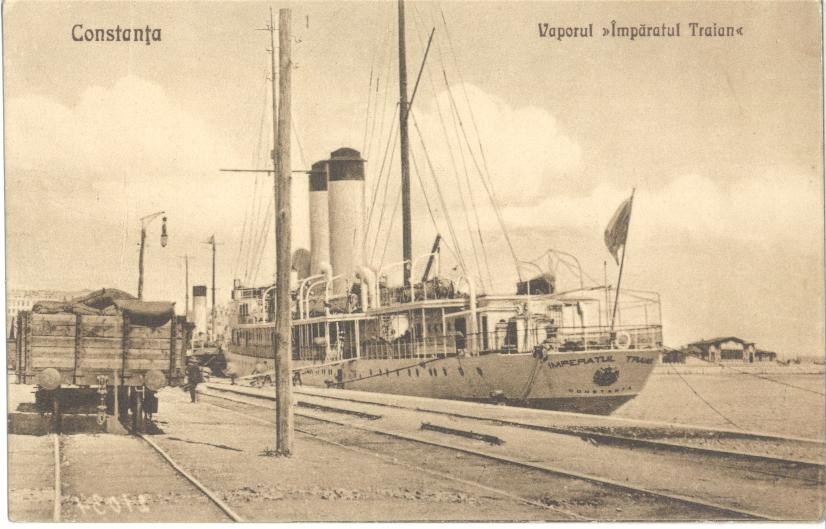
Le vapeur Împăratul Traian construit en 1906 à Saint-Nazaire
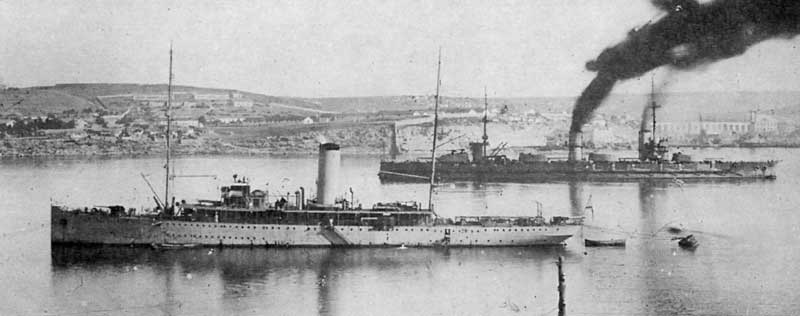
Le vapeur România construit en 1906 à Saint-Nazaire, devenu transport de troupes sous pavillon russe en 1917 (au premier plan)
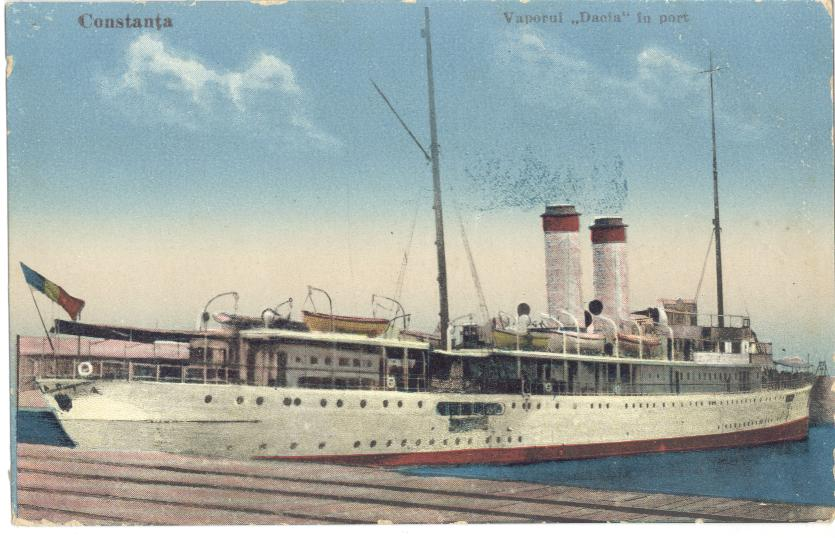
Le vapeur Dacia construit en 1908 à Saint-Nazaire
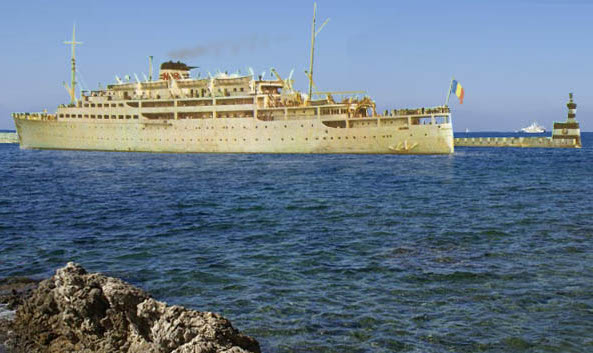
Le paquebot Transilvania construit en 1938 au Danemark, ici à Constanza en 1967.